# Франклін (Міссурі)
Франклін (англ. Franklin) — місто (англ. city) в США, в окрузі Говард штату Міссурі. Населення — 70 осіб (2020).

## Географія
Франклін розташований за координатами 39°0′41″ пн. ш. 92°45′18″ зх. д. / 39.01139° пн. ш. 92.75500° зх. д. (39.011315, -92.754878).  За даними Бюро перепису населення США в 2010 році місто мало площу 0,61 км², з яких 0,60 км² — суходіл та 0,01 км² — водойми.

## Демографія
Згідно з переписом 2010 року, у місті мешкало 95 осіб у 42 домогосподарствах у складі 26 родин. Густота населення становила 157 осіб/км².  Було 52 помешкання (86/км²).
Расовий склад населення:
| - 98,9 % — білих - 1,1 % — чорних або афроамериканців |

До двох чи більше рас належало 0,0 %. Частка іспаномовних становила 1,1 % від усіх жителів.
За віковим діапазоном населення розподілялося таким чином: 24,2 % — особи молодші 18 років, 62,1 % — особи у віці 18—64 років, 13,7 % — особи у віці 65 років та старші. Медіана віку мешканця становила 47,1 року. На 100 осіб жіночої статі у місті припадало 115,9 чоловіків;  на 100 жінок у віці від 18 років та старших — 125,0 чоловіків також старших 18 років.
За межею бідності перебувало 27,1 % осіб, у тому числі 100,0 % дітей у віці до 18 років та 9,5 % осіб у віці 65 років та старших.
Цивільне працевлаштоване населення становило 27 осіб. Основні галузі зайнятості: освіта, охорона здоров'я та соціальна допомога — 37,0 %, виробництво — 22,2 %, мистецтво, розваги та відпочинок — 14,8 %.